# Plica (Pergament)

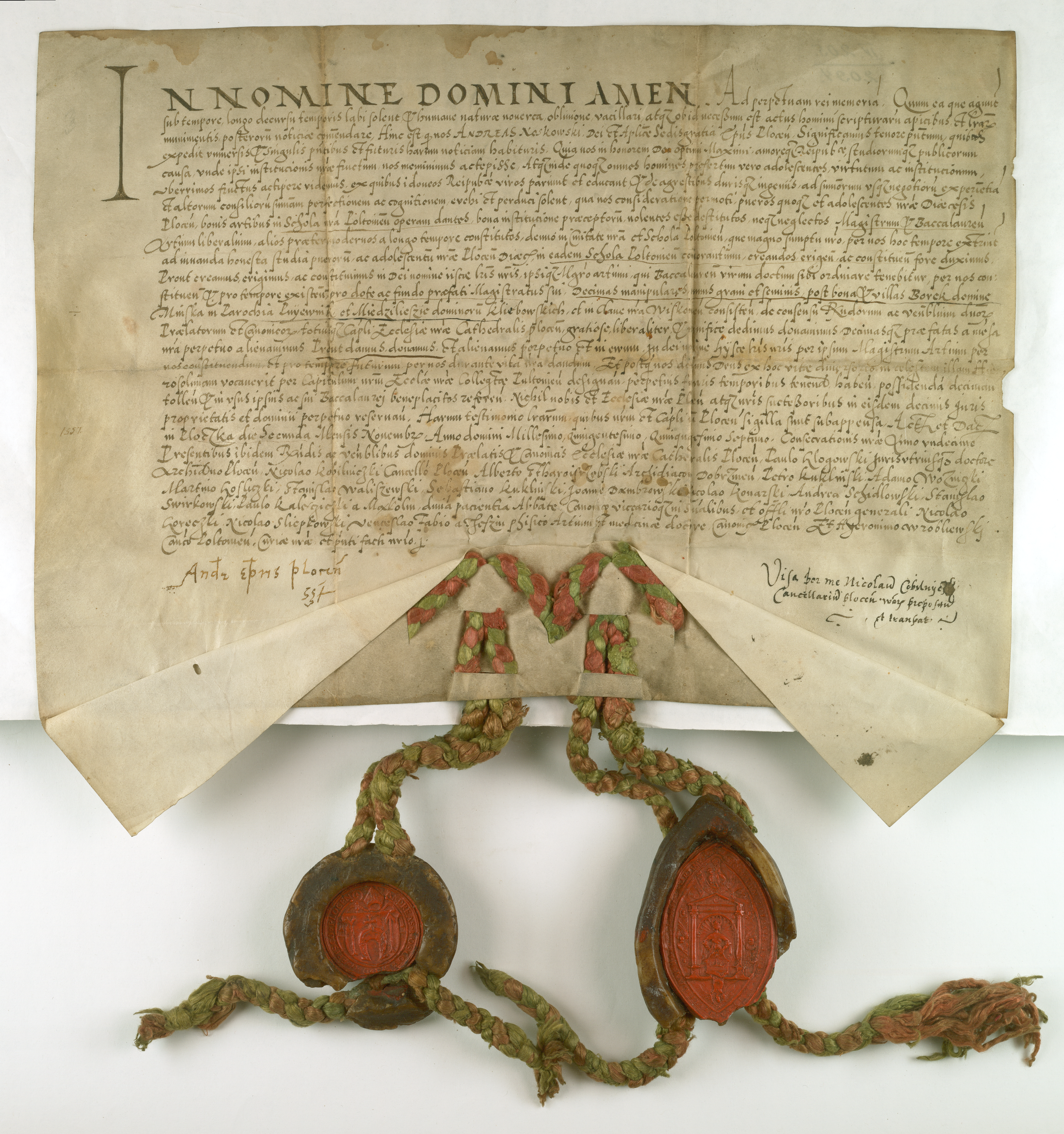
Urkunde des Płocker Bischofs Andrzej IV. Noskowski von 1557 im Zentralen Polnischen Urkundenarchiv mit teilweise aufgebogener Plica

Als Plica (lat. plica „Falte“) oder Umbug bezeichnet man bei Urkunden aus Pergament einen umgeschlagenen Rand. Durch das Umschlagen wurde der Rand verstärkt und gegen Einreißen besser geschützt. Zugleich war der umgeschlagene Rand besser geeignet für Lochungen oder Einschnitte, durch die Schnüre oder Riemen zur Aufnahme von Siegeln gezogen werden konnten. In der Regel wurde der Pergamentumbug zur Befestigung von Siegeln mit Hilfe von Schnüren oder Pergamentpresseln benutzt; eine Plica ohne Siegel ist meist nur bei Urkundenkonzepten oder unfertigen Urkunden zu finden.
Auf oder unterhalb der Plica, also nur bei aufgebogener Plica sichtbar (wie auf der Abbildung erkennbar), können sich Kanzleivermerke finden: Schreibersiglen, Taxabrechnungen, Beurkundungsbefehle, zuerst seit Beginn des 13. Jahrhunderts auf Papsturkunden, später auch auf Urkunden von Königen, Herzögen oder Bischöfen.